# Summa theologiae

Summa theologica, 1596

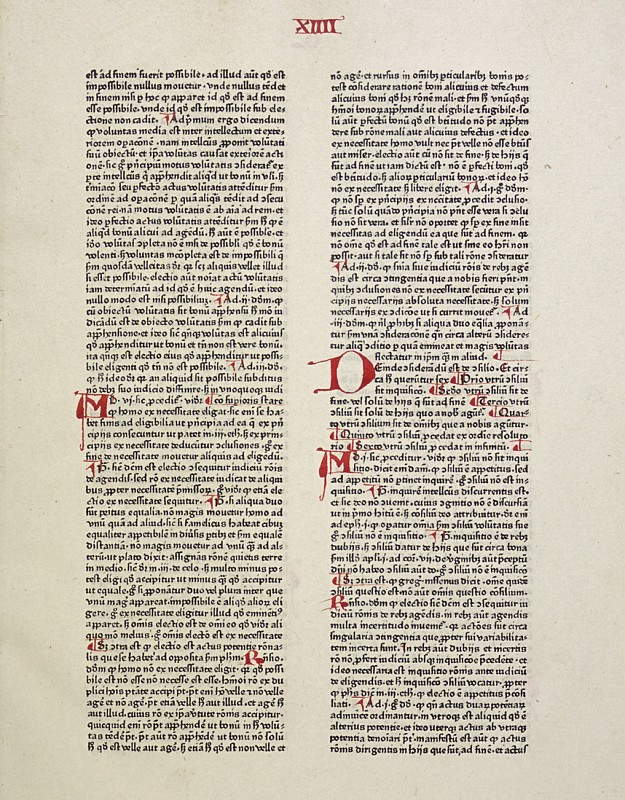
Średniowieczny rękopis Sumy teologicznej Tomasza z Akwinu.

Summa theologiae (Suma teologii, często też Suma teologiczna) – jedno z głównych dzieł filozoficzno-teologicznych świętego Tomasza z Akwinu, a zarazem jedno z głównych dzieł średniowiecznej filozofii i teologii.

## Treść
Powstawała w latach 1268-1273. Z zamierzenia była pomyślana jako kompendium całej teologii dla początkujących teologów. Jest ona jednak bardziej encyklopedią teologiczną niż typowym podręcznikiem. Składa się z czterech części: 
- Prima pars (I) - o Bogu jako Stwórcy, o Trójcy Świętej; o stworzeniu, zagadnienia antropologiczne - traktat o człowieku[1];
- Prima secundae (I-II) - o człowieku i jego dążeniu do szczęścia: sprawności, cnoty, dary i owoce Ducha Świętego, Błogosławieństwa, definicje grzechu i wady, o prawie Starego i Nowego Testamentu oraz o prawie świeckim, o łasce;
- Secunda secundae (II-II) - cd. o człowieku, zagadnienia teologii moralnej szczegółowej: omówienie poszczególnych cnót, darów Ducha Świętego, grzechów i wad w odniesieniu do wszystkich wiernych i do poszczególnych grup i stanów;
- Tertia pars (III) - O Chrystusie, Wcieleniu, Kościele i sakramentach. Trzeciej części Tomasz nie zdołał dokończyć przed śmiercią w 1274 r., uczynili to jego uczniowie. Uczony rozpoczął jej pisanie prawdopodobnie w Paryżu pod koniec zimy 1271–1272 roku, a następnie kontynuował w Neapolu. 6 grudnia 1273 roku Tomasz, pod wpływem pewnego tajemniczego doświadczenia, zaprzestał pisania. Trzecia część Sumy była wtedy na etapie traktatu o pokucie (III q.90)[2]

## Polskie wydania „Sumy”
- Suma teologiczna, przeł. S. Bełch (i inni), I-XXXIV, Londyn 1962-1986, XXXV: Słownik terminów, oprac. A. Andrzejuk, Warszawa 1998.
- Suma teologiczna w skrócie, "Wydawnictwo Antyk – Marcin Dybowski", Warszawa 2000 – skrót dokonany przez O. Feliksa W. Bednarskiego OP.
- Wydawane też były jako osobne książki niektóre fragmenty Sumy.